# つボイノリオの聞けば聞くほど
『つボイノリオの聞けば聞くほど』（つボイノリオのきけばきくほど）は、CBCラジオで1993年10月4日から放送している平日帯ワイド番組。略称は「聞けば」。

## 概要
パーソナリティは、中京圏を拠点に活動するローカルタレントでシンガーソングライターのつボイノリオ。1993年10月4日に放送開始。2005年5月23日、放送3000回を達成。2023年10月、放送開始から満30周年を迎えた。CBCラジオのワイド番組の中で最長寿である。
- この番組の開始前、同局の平日朝の時間帯は、新間正次がパーソナリティを務めていた『ラジオ朝市』や系列局制作の箱番組などが独立して放送され、新たな開拓が難しい時間帯となっていた。1991年8月31日、新間が1992年7月の参議院議員選挙に出馬表明[4]のために『ラジオ朝市』を降板。以降、急速な勢いで番組の人気が衰退しており、この時間帯の聴取率改善が課題となっていた。そこで、当時の昼ワイド『もぎたてのカボチャたち』の月曜日パーソナリティを務めていた、つボイノリオをメインに据え、それまで放送していた箱番組の放送枠移動や打ち切りなどの大幅な改編を経て当番組を開始した。
- 当初は複数の箱番組が乱立しており、箱番組と箱番組の間につボイがコーナーに沿ったトークを展開するという、相当慌しい構成が採られていたが、改編期毎に箱番組の数を徐々に削減。つボイ・小高直子（CBCアナウンサー）コンビのトーク主体の番組へ移行していった（2024年10月現在、当番組内で放送されている箱番組は『キユーピーラジオクッキング』のみとなっている）。番組内で取り上げる話題の大半が、リスナーからの投稿によって構成される。この番組には、各コーナーの開始時刻を記した「タイムテーブル」は存在するが、その日に話す内容の大枠を予め記してある「台本」は存在せず、投稿が台本代わりとなっている。放送対象地域の東海3県（愛知・岐阜・三重）では、2003年夏から2005年夏まで、全局の全番組聴取率で総合1位を獲得した。
- 1回の放送につき紹介される投稿数は平均150通（投稿総数は平均700通）であり、放送作家でパーソナリティの永六輔は「双方向番組という、新時代のラジオ番組の形を実現させた」と評価している。永は番組に度々ゲスト出演しており、洒落として「永六輔は“メインパーソナリティ”、つボイは“留守番パーソナリティ”」との位置付けとなっていた[5]。
- 「双方向番組の構築」「リスナー中心主義」という番組方針が評価され、東海3県のローカル番組であるにもかかわらず、「日本民間放送連盟賞 ラジオ生ワイド番組部門 優秀賞（1994年[6]、2005年[1]）」「第43回ギャラクシー賞ラジオ部門 奨励賞（2006年）[7]」を受賞した。パーソナリティのつボイは、コミックソング「金太の大冒険」などの問題作で「放送禁止歌手」の異名を取り、午前中の番組にもかかわらず「下ネタ」トークが盛り込まれている。つボイのパートナー役を務めている小高も、アナウンサーらしからぬ失言を残してきた（詳細は「語録」やつボイ・小高各人の項目を参照のこと）。
- 番組中の「下ネタ」については放送時間帯の事もあり、初期の頃はリスナーや放送局内で批判の声が挙がって「つボイに朝の番組は似合わない、すぐに終了する」という意見も出た（つボイ自身、そう思っていたという）[2]。しかし、社会的な問題についてはリスナーの意見を仰いだり、啓蒙活動[注釈 1]を行うなど話題のジャンルの幅広さが評価され、今では「下ネタ」も番組にはなくてはならない要素となっている。
- リスナーの中には番組の「下ネタ」の影響からか、強烈なラジオネームで投稿する者もいる。その中で、ラジオネームが過激すぎたり放送禁止用語を使用しているものについては、つボイが苦言を呈したり、ラジオネームを変読して収拾をはかる場合もある。通常は多くのレギュラーコーナーに沿って、つボイ・小高によるリスナーからの投稿の紹介と、それに対するフリートークを中心に進行されるが、放送日が祝日・休日に当たるときは「休日特集」として、原則的にゲスト出演者とのトークが中心となる。
- 通常の番組構成とは別に、過去に投稿されたFAXやメールを中心に紹介する「お便り復活デー」がある。この企画は毎月の最終金曜日と一部の祝日に行われていたが、毎日の投稿数が多いため間に合わず、2003年4月以降は毎週金曜日にレギュラーコーナー化された（「10時のつボ!」「新・生活フロッピー」を事実上休止）。2008年の正月特番で、2007年度分の投稿を紹介して以降、正月特番では前年度分の「お便り復活デー」として定番化している。裏番組だった『かにタク言ったもん勝ち』（東海ラジオ）とは常に好勝負をしていたが、両番組のパーソナリティ同士は仲が良い。『RADIO ON THE GO!〜ラジオといっしょに出かけよう〜』ではスタジオを結び、両番組が同時生放送を行うこともあった。2015年10月1日には『FM補完放送』開始記念の合同特別企画として、『かにタク』パーソナリティの蟹江篤子がCBCラジオ、小高が東海ラジオのスタジオで、双方入れ替える形で同時生放送を行っている[8][9]。
- 両番組ともリスナーからのFAXやメールの投稿が番組の大きなウエートを占めているが、『聞けば』では2009年4月の番組改編以降、電話によるメッセージ投稿は受け付けていない[注釈 2]。『かにタク』では、パーソナリティの蟹江とタクマが交互に投稿を読んでいるのに対し、『聞けば』ではもっぱらつボイが投稿を読み、小高がそれに突っ込んだりリアクションを取るなどして番組を進行している。
- つボイは2009年5月には心筋梗塞、2022年6月には新型コロナ感染症にて番組を病欠[10]。つボイは番組30周年のインタビューにおいてもそれを印象深い思い出と語っている。
- 過去の番組スタッフには、オペラ歌手、ヴァイオリニスト、コスプレイヤー、レースクイーンらがいた。
- 2006年5月、番組公式ブログを開設。主に小高が記事の執筆を行っている。また2013年からは番組公式Twitterも開始している。
- この番組だけ、唯一提供読みが○○(スポンサー)がお送りします(しました)と言っている。

## 放送時間
| 期間                          | 放送時間                     |
| ----------------------------- | ---------------------------- |
| 1993年10月4日 - 2006年9月29日 | 月曜日 - 金曜日 9:00 - 12:00 |
| 2006年10月2日 - 2014年3月28日 | 月曜日 - 金曜日 9:00 - 11:40 |
| 2014年3月31日 - 現在          | 月曜日 - 金曜日 9:00 - 11:55 |

## 出演者

### パーソナリティ
- メイン パーソナリティ：つボイノリオ
  - 「下ネタソングの帝王」との異名を取る、シンガーソングライター。ラジオ パーソナリティとして『土曜天国』『星空ワイド 今夜もシャララ』『のりのりだぁー歌謡曲』 → 『のりのりだぁポップン10分』『ばつぐんジョッキー』など、1970 - 1980年代にかけて、CBCラジオの看板番組を数多く担当した。この番組を担当する以前、KBS京都の平日帯朝ワイド『つボイノリオのおはようアドベンチャー』を、5年間（1987年 - 1992年）担当。『おはようアドベンチャー』の構成を基礎として設けられたコーナーも、いくつか存在する。
- アシスタント（兼コメンテーター）：小高直子（CBCアナウンサー）
  - 番組開始時から、通算20年以上（1998年・2001年に半年間、出産準備のため、2015年12月の一部と2016年1月から4月にかけて短期から長期にわたる検査入院（つボイ曰く「平成の大修繕」）のため一時休養）に渡り、つボイのアシスタントを担当。その間、下記の「いちもつ模様」発言に代表される、様々な「伝説」の発言で、番組でのポジションを確固たるものとする。多くのリスナーから「聞けば」は「つボイノリオのワンマン番組」ではなく、「つボイ・小高のコンビあっての番組」として評価されている。

### コーナー担当
- 山内彩加（CBCアナウンサー） - 2018年4月から、金曜日「ウォーキングのつボ」を担当。

### 過去の出演者
- 江田亮（CBCアナウンサー<当時>） - 2014年4月から2017年12月まで、金曜日「ウォーキングのつボ」を担当。
- 渡辺美香（CBCアナウンサー） - 「金曜日のショッピングのつボ」「名古屋市だより」を担当。
  - 番組表に名前がクレジットされていないが、金曜レギュラーとして番組に出演しており、金曜の番組ブログの執筆も担当していた。また、派生番組『ランチタイムラジオ 聞けばツー快!』金曜日のメインパーソナリティーも兼務していた（2002年7月から番組終了まで）。
- 永岡歩（CBCアナウンサー） - 2008年秋から2013年3月まで金曜日の「ウォーキングのつボ」を担当（10月 - 12月第1週）。
  - かつては「ドラゴンズのつボ」も担当していた。
  - 下記のCBCアナウンサーと同様、小高の代理アシスタントや「中日新聞ニュース」の担当アナとして出演することがある。2012年4月13日の放送で、つボイのピンチヒッターを務めた。
- 沢朋宏（CBCアナウンサー） - 2013年4月から2014年3月まで「ウォーキングのつボ」を担当。
- あいち戦国姫隊 - 2013年7月から2015年3月まで「社長のお役立ち・歴史の知恵袋」に隔週出演。

以下のCBCアナウンサーはいずれも「小高をユタカにする方法」を担当。
- 古川枝里子 - 以前は他に「Drive Partner（ドライブ・パートナー）」も担当。
- 夏目みな美 - 以前は他に「Drive Partner（ドライブ・パートナー）」、「ドラゴンズのつボ」も担当。
- 青木まな
- 南部志穂
- 氏田朋子[注釈 5] - 以前は他に「Drive Partner（ドライブ・パートナー）」も担当。

### 歴代アシスタント
- 浅野信子（CBCアナウンサー<当時>、1993年10月 - 1994年4月1日）
  - 小高と並ぶ初代アシスタント（浅野が月・水・金曜日、小高が火・木曜日を担当）。半年間担当した後、『CBCニュースワイド』のキャスターに抜擢されたため降板。以後、2001年9月までは全曜日のアシスタントを小高が担当することとなった。オープニングの「つボイノリオの」のタイトルコールは、小高と浅野が声を合わせて喋る物が現在でも使用されている。浅野がCBCを退職する際、番組にゲスト出演。当番組やCBCでの思い出話を披露し、最後に、リスナーへの挨拶も行った。
- 加藤由香（CBCアナウンサー、1998年10月 - 1999年3月）
- 重松和世（CBCアナウンサー<当時>、2001年10月 - 2002年3月）
  - 加藤と重松は小高の産休時に代役として出演（重松は月 - 木曜日を担当）。つボイや常連リスナーに煽られる形で、本人が全く無意識のうちに小高に負けぬ「伝説」の失言を残した[注釈 6][11]。
  - 加藤は小高復帰後も、前記したCBCアナウンサーと同様に小高休暇時の代理アシスタントや中日新聞ニュース担当などで、たびたび番組に出演している。2010年7月19日の休日特集時にはゲスト出演して、自身の趣味である「全国各地の坂巡り」の魅力について語っている。
  - 一方、重松は代役を担当する以前より、派生番組（スピンオフ）『聞けばツー快!』を全曜日担当[注釈 7]。その際のつボイとのやり取りが好評であったことから、「聞けば」本編での小高の代役として抜擢された経緯がある。2002年7月を以って、アナウンス部から他部署に異動[注釈 8]。金曜日の『聞けばツー快!』担当は、渡辺美香が引き継いだ。
- 伊藤秀志（2001年10月 - 2009年4月）
  - 金曜日を担当。つボイと伊藤のコンビは『もぎたてのカボチャたち』月曜日パーソナリティ。土曜日午後の『土曜天国』で、メイン パーソナリティ（つボイ）とリポーター（伊藤）を担当。伊藤は2001年10月から、2度目の産休に入った小高の代役として番組に登場。2002年4月に小高が復帰したと同時に、金曜日レギュラーとなった。「お便り復活デー」を立ち上げたほか、自身の歌手活動を「トーマスの箱」内で行っていた。2009年4月3日降板。その後の金曜日は小高が担当。2016年4月4日 - 4月8日、2022年6月30日の放送では、つボイの代役を務めた。

### 上記以外の臨時アシスタント（主に小高の夏期休暇時）
- 神尾純子（CBC元アナウンサー）
  - つボイと神尾の関係は番組内では「水と油」の関係と設定されていた。つボイが「今日の懺悔」コーナーでギャグを言った際、神尾から真顔で「面白くありません!」と切り返されてしまったことがある。
- 神山里美
- 荒井千里（元テレビ愛知アナウンサー、2011年8月26日）
  - つボイとは『3時のつボッ!』で、2011年4月まで共演していた。
- 清水藍（CBCラジオ制作部・番組プロデューサー、2022年6月23日・8月1日・8月10日・8月11日）
- 齊藤初音（CBCアナウンサー）
- 山内彩加（CBCアナウンサー）
- 吉岡直子（CBCアナウンサー）
- 宮部和裕(CBCアナウンサー、2025年1月16日)
- 西村俊仁(CBCアナウンサー、2025年2月17日)
- 瀧川幸樹(CBCアナウンサー)
- 高田寛之(CBCアナウンサー)
- 榊原悠介(CBCアナウンサー)
- 光山雄一朗(CBCアナウンサー)
- 加藤愛(元CBCアナウンサー)

ほか

### その他
- 塩見啓一（CBCアナウンサー） - つボイ休暇時の代役。ナイター中継の副音声番組『つボイノリオのドラゴンズ見れば見るほど』の進行役も担当していた。近年、つボイが約1ヵ月の病気療養、旅行、あるいは部屋の掃除のために1週間休暇（番組では「整理休暇」と言われる）をとる際には必ず代役として登場。タイトルコールも『期間限定! 塩見啓一の聞けば聞くほど』に変わる（ただし、2008年5月12日 - 15日、2009年5月28日 - 6月19日、2015年8月17日 - 21日、2017年3月27日 - 31日および8月14日 - 18日以降は『つボイノリオの聞けば聞くほどby塩見』になる）。現在「10時のツボ!」の1セクションとして定着している「バカ息子・バカ娘」は、塩見が代役として登板した際に作ったコーナーであり、つボイからの評判がよかったことにより、レギュラーコーナーへと昇格した。2012年6月末に異動でアナウンス職を離れたため、代役としての出演は2012年4月12日放送分が最後となるかと思われたが、2014年7月にアナウンス職に復帰し、同年9月22日 - 26日放送分で久しぶりに代役を務めた。2015年12月には、小高の代役で一度だけアシスタントを務めた。2022年6月23日放送分はつボイが新型コロナウイルスに感染し、それに伴い小高もPCR検査を受診したため（結果は陰性で、翌日には復帰）、先述の代役アシスタントの清水と共に代役を務めた。つボイと小高が同時に休むのは当番組初。同年6月27日 - 29日放送分もつボイの代役を務めた。
- 竹地祐治（CBCアナウンサー） - 小高の夫。かつては当番組の直前で『おはよう竹地祐治です』を担当。たびたび番組に出演していた。小高との結婚が発表された時にはゲスト出演し、「タイムマシンでブルンブルン」で歴史上の人物を演じるつボイに、小高と2人で突っ込みを入れていた。小高の夏季休暇中に、単独で出演。「家での小高」について語っていたこともある。2000年に報道部への異動で、アナウンサー職を離れた後は番組に出演しなくなったが、現在でも「旦那」として小高のトークに登場している。なお竹地は2024年4月からアナウンサーに復帰し、当番組の前の『CBCラジオ ＃プラス!』の金曜日を担当。8時過ぎのコーナー「＃プラスこれが言いたい!」にてつボイと共演している。
- 大園康志（CBCアナウンサー<当時>） - 番組出演者として、公式にはクレジットされていなかったが、9時台・11時台のニュース担当。「聞けばツー快!」のニュースを担当。2008年7月の異動でアナウンサー職を離れたため、同年6月末の放送を以って降板。現在は後任は置かれず、シフト制の形が採られている。
- 重盛啓之（CBCアナウンサー） - 2008年7月に大園と入れ替わる形でアナウンサー職に復帰する前は、プロデューサーとして、当番組に関わっていた。アナウンサー復帰後も、中日新聞ニュース担当として、番組に出演している。
- 高田寛之（CBCアナウンサー） - 2022年6月24日放送分にてつボイの代役を務めた。
- 矢野きよ実 - 2011年4月8日放送分から「新・生活フロッピー」金曜日の「清須のつボ」を担当。この番組には過去にもゲストとして出演したことがあり、つボイ・小高と親交がある。
- 戸井康成 - つボイと同じ一宮市出身。2022年7月1日放送分にてつボイの代役を務めた。小高とのコンビはその時が初めて。
- 若狭敬一 （CBCアナウンサー）- つボイの夏休みに伴い2025年8月11日放送分にて代役を務めた。
- 河原崎辰也 - 若狭と同じくつボイに夏休みに伴い2025年8月12日放送分にて代役を務めた。
- 大前りょうすけ - 若狭らと同じくつボイの夏休みに伴い2025年8月13日放送分にて代役を務めた。
- 本田剛文（BOYS AND MEN） - 若狭らと同じくつボイの夏休みに伴い2025年8月14日放送分にて代役を務める予定。
- 永岡歩（CBCアナウンサー） - 若狭らと同じくつボイの夏休みに伴い2025年8月14日放送分にて代役を務める予定。

しかし、先述のように「番組の真のパーソナリティは永六輔」とつボイ本人は語っている。
- 永は1994年7月、事前連絡無しで電話出演。1995年3月に初めてCBCのスタジオに乗り込んで以降、ほぼ年に1・2回程度（1999年頃までは1ヶ月間に2、3度も来ることがしばしばあったが、後年は永が高齢であることも配慮して、年に1回程度の出演に留まっていた）の間隔で突然スタジオに現れ、番組全編にわたり出演するのが恒例となっていた。その日は、つボイは永に座を譲ってアシスタントとなり、番組名は『永六輔の聞けば聞くほど』となって、永のタイトルコールで番組の放送が始まる。そのため「つボイは永がいない時の留守番パーソナリティ」とも言われた。
- 永は「ノーギャラ」での出演であるが、その代わりに必ず、放送局局長や番組出演者・スタッフらと「高級天ぷらランチ」をするのが慣例となっていた[5]。その模様は、小高が番組のブログで紹介している[12]。

## 過去に出演した主なゲスト
- あいち戦国姫隊
- アグネス・チャン
- 梓夕子
- 中孝介
- 安倍なつみ
- アンジェラ・アキ
- 井伊英理[注釈 9]
- 井沢元彦
- 永六輔 - つボイ曰く「真のパーソナリティ」。
- SKE48
- 王様
- 大川豊
- 大島花子
- 大橋照子
- 快楽亭ブラック
- 梶原千沙都（ヘルマンハープ奏者）
- 角田信朗
- 神谷明[注釈 10]
- 嘉門達夫
- 河口恭吾
- 神田卓朗[注釈 11]
- 神戸浩
- 小梅太夫
- 神山里美
- 後藤真希
- 小西雅子[注釈 12][注釈 13]
- 小堀勝啓[注釈 12]
- 小松辰雄
- 小松政夫
- サエキけんぞう（パール兄弟）
- 三遊亭究斗
- 三遊亭小遊三
- SEAMO[注釈 9]
- 塩田武士[注釈 14]
- 志多ら
- 笑福亭鶴光
- ZEN
- 武田鉄矢
- 多田木亮佑
- 立川生志
- 弟子吉治郎[注釈 15]
- dela
- 中村勘九郎（6代目）
- 名古屋おもてなし武将隊
- 夏川りみ
- 新美静代
- 西川千雅（名古屋西川流家元）
- 根本要
- 野村美菜
- 原元美紀[注釈 12][注釈 16]
- 平川地一丁目
- 平野裕加里[注釈 12]
- 平原綾香
- FUNKY MONKEY BABYS
- 福田知鶴
- 藤木大地
- 藤澤ノリマサ
- 藤田まこと
- ペリー荻野
- 松井誠
- 松浦亜弥
- 松元恵美（劇団四季）
- 三浦和人
- 三波豊和[注釈 10]
- 宮地佑紀生[注釈 1]
- 矢方美紀
- 矢野きよ実
- 山口智充
- 山田貴敏
- 山田雅人
- 山本正之[注釈 17]
- 湯浅景元
- ヨーロッパ企画
- ヨネスケ

ほか
（五十音順）

## タイムテーブル

### 現在
この番組は時間のずれが多く、各コーナーが時間通りに行われないことがしばしばある。そのため、CBCラジオの番組表でも同番組に内包されている箱番組の放送開始時間はすべて「○：○頃」という表記がなされている。
9時台
- オープニング
  - 挨拶の際、つボイは「みなっさぁ〜〜〜ん!」を叫んでから挨拶に入る[注釈 18]。
- 「中日新聞ニュース」
  - 9時台・11時台は担当アナウンサーが同じスタジオに入り、つボイ・小高とのトークが行われる[注釈 19]。9時台は夜勤担当のアナウンサーが読むケースがほとんどである。伊藤が金曜アシスタントを担当していた当時、小高がニュース担当アナウンサーとして「聞けば」に登場したこともある。
- 「見れば見るほど」「言えば言うほど」「つボイのつボ」
  - リスナーから送られてきた投稿の中から、時事ネタを取り上げ紹介する。「つボイのつボ」は天気予報と、「三遊亭円楽→伊集院光のおたよりください」の後になる。
- 「CBC天気予報」
- 「CBC交通情報」
- 「ショッピングのつボ」
  - 「はぴねすくらぶ」のショッピングキャスターが、電話をつないで商品の紹介を行う。金曜日は2010年10月まで、「大丸・松坂屋通信販売」の商品を紹介していた。以前は月曜 - 木曜に、「フラコーポレーション」のスタッフが、商品の紹介を行っていた。
- 「ゆく9時 くる10時」
  - 9時台のお便りのリアクションや積み残しを紹介することが多い。基本的に時報を跨いで放送する。
  - コーナー名は『ゆく年くる年』から来ている。そのためコーナー中はBGMとして除夜の鐘が鳴る。
  - 年末特番では、放送中の全ての時報直前に当コーナー（時刻の数字は適宜変更）が設けられる。

10時台
- 「10時のつボ!」
  - 番組の目玉コーナー。2000年7月10日放送分から後述の「トーマスの箱」（当初は「スマートなトーマス」）と共に「タイムマシンでブルンブルン」の後継企画として、スタートした[注釈 20]。他のコーナーとは異なり、曜日別で取り上げるネタは決まっておらず、リスナーからの投稿内容を確認した上で、その日に取り上げるネタを決定するという方式が採られている。放送上は「（ネタ名）のコーナー」と呼ばれることが多い。また金曜日は「お便り復活デー」としてコーナーは事実上休止[注釈 21]。
  - 主に取り上げられるネタ（過去を含む）
    - 「夢」ネタ - 吉田美奈子の「夢で逢えたら」[注釈 22]をBGMに、「夢」や「妄想」を紹介する。
    - 「男と女」ネタ - 映画「男と女」（Un homme et une femme）のテーマ曲をBGMに、男女間の性交渉にまつわる投稿を紹介。
    - 「ラブホ」ネタ - 童謡「ほたるこい」（ヒーリング・ミュージックアレンジ）をBGMに、「ラブホ」や下ネタの投稿を紹介する。エンディングでは、BGMが唱歌「蛍の光」（閉店用BGM）に変わる。
    - 「お花畑」ネタ - ジュディ・オングの「魅せられて」がBGMに流れる。これは、矢野が出演していたCBCラジオのレギュラー番組『ツー快!お昼ドキッ』の中の「『魅せられて』を聴きたくて」のコンセプトを引き継いだものである。
    - 「麻酔」ネタ - 増位山太志郎の「そんな夕子にほれました」[注釈 22]をBGMに、入院・通院時に味わった痛みにまつわる投稿を紹介。
    - 「エアコンのフィルターチェック隊」 - 小高が隊長となり、エアコンの不調を訴える投稿を番組に送ったリスナーの家に放送中に訪問して、フィルターの掃除や修理を行うというもの。現在は行われていない。
    - 「おっぱい」ネタ - ぶんけかなの「おっぱいがいっぱい」[注釈 23]がBGMに流れる。曲の冒頭部「僕が飲んで、妹も飲んだのに」の「妹も」をつボイが「パパも」と替え歌して小高にツッコミを入れられるのが恒例となっている。2006年3月まであった「今日の懺悔」でつボイがOUTになったのはこのコーナーでの発言が一番多かった。
    - 「パンツ」ネタ - えんどうまゆみの「パンツを脱いで寝よう[注釈 24]」→辻佳紀の「宇宙よりのパンツマン[注釈 25]」をBGMに、下着にまつわる投稿を紹介。
    - 「トイレ」ネタ - 坂田おさむの「ととべんきのうた」（衛生陶器メーカー・TOTOのオリジナル曲）がBGMに流れる。曲の冒頭部をつボイが歌い、小高が合いの手を入れるのが恒例となっている。
    - 「オレオレ詐欺（振り込め詐欺）」ネタ - つボイノリオ・宮地佑紀生・伊藤秀志の「オレオレ詐欺のドナタ[注釈 1]」がBGMに流れる。
    - 「スパム メール」ネタ
    - 「バカ息子・バカ娘」ネタ - つボイの代役を塩見が担当した際に実験的にスタートしたものが、好評につきレギュラー化された。細川たかしの「心のこり」[注釈 22]とアイドル・フォーの「天才バカボン」（テレビアニメ『天才バカボン』テーマ曲）がBGMとして交互に流れる。
    - 「ドラマ」ネタ - 基本的に各時期で、TBS系列で放送する高視聴率テレビドラマ（『華麗なる一族』など）に関するネタを、つボイと小高が印象に残るシーンの寸劇を入れつつ紹介。
    - 「ムカつく」ネタ - 映画『ロッキー』のテーマ曲「Gonna Fly Now」をBGMに、夫婦・家族・会社（企業）間などで日常で感じた、ちょっとした「怒り」についての投稿を紹介。投稿を読み始める際にはゴングが鳴る。
    - 「嫁・姑」ネタ - 「ムカつく」ネタは元々、このネタの流れで生まれたものである。TBS系列のテレビドラマ『渡る世間は鬼ばかり』のテーマ曲がBGMに流れる。
    - 「わがままジュリエット」ネタ - 「嫁・姑」ネタから新たに派生したコーナーで、わがままな女性従業員（「Cちゃん」と呼称）についての投稿を紹介。BOØWYの「わがままジュリエット」がBGMに流れる。
    - 「虫」ネタ - カオリ&ムシキング・アミーゴスの「ムシキング・サンバ!」（テレビアニメ『甲虫王者ムシキング』エンディングテーマ曲）がBGMに流れる。ゴキブリについて扱う際は「G」という略称を使用。
    - 「つんつるりん」ネタ - つボイが心臓疾患から復帰した回に剃毛の話題が出たことから始まったコーナーで、東京少年の「ツン ツル ツルリン」がBGMに流れる。エンディングでは、BGMがオリビア・ニュートン＝ジョンの「ジョリーン」[注釈 26]に変わる。
    - 「AV歌舞伎」ネタ
    - 「遠距離恋愛」ネタ - 太田裕美の「木綿のハンカチーフ」がBGMに流れる。
    - 「ゴールデンウィーク」ネタ - ゴールデンボンバーの「女々しくて」がBGMに流れる。
    - 「お盆」ネタ - シャネルズの「街角トワイライト」、橋幸夫の「盆ダンス」がBGMに流れる。
    - 「愛ことば」ネタ - このネタが放送される時は感動路線に向かうことから、「聞けば 唯一の良心」とも評されていた。現在は、コーナー毎の節目で、この種類の投稿が読まれることが多いためか、このコーナーのワンセクションとして放送されることはあまりない。
    - 「ペット」ネタ - ハムちゃんずの「ハム太郎とっとこうた」[注釈 23]（テレビアニメ『とっとこハム太郎』オープニングテーマ曲）がBGMに流れる。
    - カレー(その他食べ物)ネタ - ドラマ「華麗なる一族」のBGMが流れる。
    - このほか、つボイの新曲がiTunesで配信開始される時や、「○周年」など番組の節目に当たる時には、それらに関連した投稿が紹介されることが多い。
- 「トーマスの箱」
  - 音楽、芸能関係のネタを紹介するコーナー。他のコーナーとは違い、はじめにBGMがノーヒントで流れる。ミュージシャンがゲスト出演することもある。
- 「中日新聞ニュース」
  - この時間のみ、ニューススタジオから担当アナウンサーが伝える。9時台とは異なるアナウンサーが読むケースが多いが、同じアナウンサーが読むケースもある。
- 「新・生活フロッピー」
  - 曜日によって内容は異なる。金曜日は「10時のつボ!」同様、「お便り復活デー」として事実上休止。
    - 月曜日「社長のお役立ち・歴史の知恵袋」 - 歴史上の偉人、企業の創業者・会長・社長など、「賢者の格言」を紹介。
    - 火曜日「お墓にかよう日」 - 石材店社長を招き、お墓について考える。
    - 水曜日「健康のつボ」 - 一宮西病院の専門医を招き、その病気の対処法などを解説。
    - 木曜日「セピア ファイル」 - 数年前（10年以上前の場合も）の投稿を紹介。
    - 3月 - 6月と10月 - 12月上旬の木曜のこの枠はJR東海がスポンサーに付き、同社が企画・主催している「さわやかウォーキング」の案内コーナー「ウォーキングのつボ」となる。担当は瀧川幸樹。
    - 金曜日「お便り復活デー」
- 「キユーピーラジオクッキング」
  - 小高と宮本和秀（「宮本クッキングスクール」主宰。CBCテレビ制作の「キユーピー3分クッキング」にも出演）の2人が出演し、一つのテーマに沿った、様々な料理の調理法を紹介。ここでの小高の発言は「聞けば」本編でネタにされている。1977年の放送開始以降、斎藤悠子（当時CBCアナウンサー、1996年11月定年退職）が番組を担当していたが、斎藤の勇退後は小高が引き継いだ。
- 「つボイノリオの誰かとどこまで」
  - 「永六輔の誰かとどこかで」の後枠としてスタートしたコーナー。つボイが「続きましては!」と言ったあと、番組名の代わりに「ファンファーレ[14]」を流し、最後に「です!」と付け加えるのが、お決まりのパターンとなっている[注釈 27]。この紹介方法は1994年7月、永六輔がリスナーからの投稿で『聞けば』の存在を知り、事前連絡なしで電話出演をしたことがきっかけとなっている[15]。BGMは「金太の大冒険」の尺八によるアレンジを使用している[注釈 28]。
- 「CBC交通情報」
- 「いっしょに歌お!CBCラジオ」
  - 週替わりのリスナープレゼント紹介と当選者発表も同時に行われる。

11時台
- 「中日新聞ニュース」
- 「ニュースなつボ」
  - その時折で話題となる、ニュースの解説コーナー。9時台の「言えば言うほど」等と同趣旨のコーナーだが、このコーナーは、小高のリードで進行していくことが多い。ミュージシャン以外のゲストが登場する場合はゲストコーナーとなり、つボイがイベントなどに行った際は、その感想を述べるコーナーとなる場合もある。その際は、小高のナレーションで「名古屋を代表するタレント、つボイノリオが○○へ行ってきた」と紹介する。
  - 「テレフォン人生相談」枠移動および「テレフォン ウォッチャーが行く」終了に伴い、2006年10月2日放送分から開始。
  - 2008年秋改編以降、3月 - 6月と10月 - 12月上旬の金曜枠はJR東海がスポンサーに付き、同社が企画・主催している「さわやかウォーキング」の案内コーナー「ウォーキングのつボ」となる[注釈 29]。2025年3月6日から木曜日に復活。
- 「名古屋市だより」（火・木曜日）[注釈 30]
- 「愛知県警だより」（月・水・金曜日）
- 「過払い金 ナットク法律相談」（水曜日）
- 「A.B.C  旅のつボ」（金曜日） - 愛知バスの都築社長、同社黒川旅行センターの大橋さんを招き、バスの旅を提案。リスナーツアーも愛知バスが担当している。
- 「あふれた トーマスの箱」「馬の耳 ロバの耳」「とどめのつボ[注釈 31]」「明日・月曜日のつボ」
  - 各コーナー（主に 10時のつボ!）への投稿の読み残しや、紹介された投稿に対するリアクションなどを紹介する。とどめのつボは「つボイにチャレンジ」に代わるコーナーとして、2006年4月開始。「あふれた トーマスの箱」「馬の耳 ロバの耳」は放送時間拡大により、2014年4月開始。

### 過去
9時台
- 「つボイにチャレンジ」
  - 電話を通じ、つボイが出題する3択クイズに、リスナーが答えるコーナー。
- 「生活フロッピー」
  - 2003年10月からの10時台移行により「新・生活フロッピー」と改称。番組開始当初は曜日毎に、名古屋大学教授など地元・東海地区で各分野の第一人者として活躍する専門家たちが、簡単な講義を行うコーナーとして開始。番組開始時から出演していた大塚錥子弁護士は「歌う弁護士」として、コーナーの冒頭で1曲歌ってから法律相談を行うのが当番組の名物で、「新・生活フロッピー」移行後も、2009年4月2日の放送まで長く番組に出演した（つボイはネタとして、大塚に歌を歌わせないように、コーナー冒頭で“わざと”もたついていた）。
- 「レースガイド」
- 「はがきでこんにちは」
  - TBSラジオ制作の裏送り放送。進行は声優・俳優の近石真介。つボイが番組開始前、はがきを読まれるリスナーの都道府県名、もしくは市町村名を紹介する振りがある。
- 「三遊亭円楽→伊集院光のおたよりください!」
  - 「はがきでこんにちは」の後継番組。進行は落語家の6代目三遊亭円楽（2022年9月30日死去）→伊集院光（6代目円楽の元弟子）。

10時台
- 「タイムマシンでブルンブルン」
  - 2000年7月7日終了。歴史に残るエピソードをそのエピソードが起きた時点にタイムスリップして、つボイと小高が声色を使って当事者を演じ、その真相に迫るというもの。ただし、筋書きはつボイ自身、あるいはリスナーからの投稿によるフィクションである。最後の結末を不明確なままにして、「一生懸命頑張っている歴史研究家の仕事を奪ってはいけない」とつボイが弁明し、オチを付けることが多かった。
- 「スマートなトーマス」
  - 2000年7月10日開始。現・トーマスの箱。
- 「メルサ ラジオショッピング」
  - 現・ショッピングのつボ。1985年10月7日、平日10時台の独立番組として放送開始。1993年秋の「聞けば」スタートにより、箱番組扱いで内包された。
- 「Drive Partner（ドライブ・パートナー）」
  - 毎回「道」に関するタメになる話題、おすすめのドライブコースなどを曜日別のテーマに沿って紹介するコーナー。2007年6月18日から2008年4月1日まで放送。同コーナーの曜日別レギュラーとして、前述の古川・夏目・氏田。当時、日曜夕方に放送していた『AM LOVEARTH』のパーソナリティ 上野規行が出演。
- 「小高をユタカにする方法」
  - 「Drive Partner」の後継コーナーとして、2008年5月からスタート。美や健康にする情報を紹介する。上記のアナウンサーのほか、水曜は専門家の話、金曜はリスナーからの健康に関するお便り紹介。青木の出演時は「体に優しい料理」の紹介となり、試食があったため、小高が試食に夢中になり、つボイに突っ込まれることがあった。2009年4月、メタボ検診を取り上げた際、つボイの腹囲測定が実施され、107センチとなったため、出演した医師からダイエット（痩身）を促されるほどであった。その1ヶ月半後、つボイが心筋梗塞を発症して入院したこともあり、本格的なダイエットを敢行。約1年後の2010年3月、80センチまでシェイプアップする過程を随時紹介した。2010年10月1日放送分で終了。
- 「斎藤さんと遊ぼう」
  - 斎藤が「キユーピーラジオクッキング」を担当していた当時、直前で放送していたコーナー。斎藤がワンフレーズを発し（録音で、本人は出演せず）、その前に来る文章をリスナーから募り、紹介する。下ネタを連想させるような投稿が寄せられて、小高が突っ込むことが多かった。斎藤降板と共に終了。
- 「永六輔の誰かとどこかで」（10:48 - 10:58）
  - 箱番組。TBSラジオ制作。全国ネット。コーナーに入る前に独特のファンファーレを入れていた。
  - 永は『聞けば』を高く評価し、たびたびゲスト出演もしていたことから、この番組の中でもつボイ・小高の名はしばしば登場した。
  - 1995年3月、永が『聞けば』へ初めてゲスト出演した時、『誰かとどこかで』はスポンサーの桃屋のCMを含め放送されなかった。つボイとの話の最中に『誰かとどこかで』の放送時間となり、つボイが話を一旦終わらせようとしたが、永は「流さなくていいです。桃屋には、僕から言っておきますから」と、そのまま話を続けたためである。桃屋からクレームが入ることはなかったが、CBCの編成や営業部門では大きな問題となり、以降は必ず放送することとなった[5][16]。
  - 『土曜ワイドラジオTOKYO 永六輔その新世界』（TBSラジオ）の2014年5月10日放送で、つボイと小高がゲスト出演した。

11時台
- 「つボイノリオ劇場」
- 「今日の懺悔」
  - つボイと小高が番組中に不適切な発言をしてその部分を切り抜きし、判定をする。3回OUTになった時点でリスナープレゼント(自腹で)があり、回数がまたリセットされる。OUT時の天の声は神尾純子、スペシャルウィークはつボイや小高の関係者が担当した。ただし、伊藤が担当する金曜日はコーナーがない。2006年3月31日終了。
- 「つボイがチャレンジ」
  - 小高、伊藤が出題する3択クイズにつボイが答え、週5日通してのその正誤をリスナーたちが予想していくコーナー。2006年3月31日終了。
- 「テレフォン人生相談」
  - 箱番組。ニッポン放送制作。
  - コーナーに入る前にはつボイがその日の相談内容を紹介[注釈 32]していたが、毎回あたかも若い女性が相談者であるかのように思わせる内容であり、表現の妙でそう思わせてしまうつボイの話芸の聞かせ所となっていた。
  - 2006年9月29日を以って、「聞けば」内での放送は終了。同年10月2日からは、「聞けば」終了後の11時40分からの放送となり、これに合わせて「聞けば」の放送時間が20分短縮された。枠移動は、制作局のニッポン放送から「番組内の内包という形をやめるように」との打診があったため行われた。理由は、リスナーやパーソナリティによる過剰な意見や反論、更にはリスナーからの「相談者の方言・訛りから察して、○○の出身または在住の方でしょう」との文言を読み上げるなど、「人生相談の匿名性重視」の主旨に反する行為を長年続けたためである[注釈 33]。
- 「テレフォン ウォッチャーが行く」
  - 上記の「テレフォン人生相談」の放送内容に対し、リスナーから送られてきた感想・意見を読み上げる。つボイが前述の内容紹介を行い、その日の相談者が若い女性でない時は「また騙された」という内容の投稿を毎回、紹介していた。「テレフォン人生相談」の独立番組化に伴い、2006年9月29日放送をもって終了。
- 「ドラゴンズのつボ」
  - 2008年4月改編より開始。中日ドラゴンズの前日の試合結果、印象的なプレーに関連したリスナーからの投稿を紹介するコーナー。2008年秋改編から、火曜日は夏目の「夏目のかなめ」。金曜日は永岡の「また聞きドラゴンズ」となっていた。2010年3月、スポンサーの降板後も、コーナー自体は存続したが、プロ野球シーズン終了と同時に休止した。この縁もあり、当コーナーのスポンサーだったローソンのCMは、つボイが「ドラゴンズ応援団長」として出演した。
- 「東和薬品Presents ワタシの、センタク。」（木曜）
  - ニッポン放送制作の5局ネット番組。NRN系加盟局中心。
  - 2015年1月8日に放送を開始。2014年11月から『上柳昌彦・山瀬まみ ごごばん!フライデースペシャル』（ニッポン放送）内で流れている南こうせつ出演の事前収録コーナーを、CBCラジオ・STVラジオ・ABCラジオ・RKBラジオへのネット番組に衣替えしたことを機に、2015年1月より放送を開始した[17]。こうせつが単独で出演するネットパート（ニッポン放送からの収録音源）と、当番組スタジオからの生放送パート（CBCの自社制作）で構成。生放送パートにネットパートを内包させたうえで、つボイと小高が「人生の選択」に関する自身の体験談や、本編に対する感想を語ることによって、コーナーを進行した。2015年6月25日で放送終了。

## 語録・定番ネタなど
平日朝の時間帯の番組であるが、特に下ネタ系に関連したネタ発言や強引なまでの法則、格言、失言が数多く存在する。放送中、最低1・2回は強烈なインパクトのある発言が、つボイ・小高のいずれかから発せられるためか、2006年春改編時は『ランチタイムラジオ 聞けばツー快!』内で、「今日の懺悔」コーナーが存在した。

### つボイノリオ関連
- 「ゆー・えぬ・けー・おー」
  - 当番組限定の排泄物の隠語。
- 「69」
  - 当番組においてなぜか「おめでたい数字」とされており、6月9日が放送日と重なる場合は通常よりメール・FAXの数が倍増すると言われている。当番組が元で、CBCラジオの他番組でも「69」に絡むFAXが紹介されることがある。ちなみにつボイがかつて担当していた『のりのりだぁ〜歌謡曲』内のコーナー「人気DJベスト5」では、各DJの得票数が「実際の票数×100+69」で発表されていた（例:実際の票数が1票なら「169」）。
- 「名古屋重力説」
  - 伊藤みどり、安藤美姫、浅田真央ら優秀なフィギュアスケート選手は、名古屋及びその周辺地域の出身者が多いことを「名古屋及びその周辺には特別な重力がかかっているからだ」と説明づける、つボイ独自の持論。
- 「エロ発電」
  - 「エコ発電」のネタに関連して出た発言。
- 「ノリオくん」
  - 当番組限定の男性器の隠語。
- 「くるくるくる ぴゅー」
  - ハンマー投の様子を擬音語化した表現。つボイはラジオの特性上、言語表現が難しい事柄につき、擬音語を多用して表現する場合が多い。
- 「コンマ ルーム」
  - コンドームの「ド」の文字が抜けていたところに「マル」という文字を入れて表現。「逆さに読むともっと良い」とも発言。
- 「事実は小説より奇なり。俺のパンツはキナリ」
- 「これで私の家の水道・光熱費が賄えます」
  - 改編期を乗り切った時に使われる表現。
- 「ふくろうさん」「あんたオッサンか？」「力士（または関取）」
  - 小高が下ネタやお互いの体型ネタ等に強烈な発言をした場合、切り返しとしてよく使われる表現。
- 「山高帽に金時計」
  - つボイ独自の「成金」「金持ち」をイメージした格言。
- 「泥を被る」
  - 放送内で、つボイが言い間違いや記憶違いで、後に前言を訂正する際に弁明で使われるフレーズ。
- 「ゲイのためなら、女房も泣かす」
  - 2007年度の世界陸上 大阪大会で活躍した「タイソン・ゲイ」選手の名前と、都はるみと岡千秋のデュエットソング「浪花恋しぐれ」の歌詞の一部分をかけあわせたもの。
- 歴史上の人物の物真似
  - 番組初期の看板コーナーであった「タイムマシンでブルンブルン」で恒例だったネタ。変幻自在の声色を持ち、歴史愛好家としての顔を持つつボイならではのネタであり、人物の資料や写真などから判断される顔・体の特徴から声色を想像し、それを「物真似」と称して披露している（西郷隆盛や坂本龍馬などが代表的）。このコーナーが廃止された後もトークの中で、突然変異的に、この種のネタが登場することがある。
- 「動物の鳴き声の物真似」を、人間の立場に置き換えた感情を交えて表現する。
  - 例：セミの求愛行動の話題における「みーん、みんみんみん、ええ娘おらへんかー、みーん、みんみんみん」など。
- 名字あるいは、名前の読みが同じである、人物を必要以上に持ち上げ、絶賛する。
  - 例：元プロ野球選手の坪井智哉、元ソニー名誉会長の大賀典雄など。
- 「○○君と僕は同類」
  - いわゆるイケメンと呼ばれる類の歌手などが登場したときの定番ネタ。
- 変幻自在の声色を使ったネタも多い。
  - ドラマの再現を一人で、何故か熱演する。大抵は小高が、「茶の間にいる雰囲気を出したい」として、差し入れの菓子類を堂々と食べ続け、妨害しようとする。
  - 若手女子アナがニュース読みなどに来ると「二枚目の声」（渋めの低音の声）にいきなり変わり、何かと自分の長所をアピールし、口説き落そうとする。
  - 子供向けのヒーローやキャラクター[注釈 34]の声を真似て、奇抜な発言を繰り返す。

### 小高直子関連
- 「いちもつ模様」
  - 「市松模様」を言い間違えたもの。小高が現在の同番組でのポジションを確立する契機となった失言でもある。
- 「終った後の一服は美味い」
- 「（コンドームを）グーで入れる」
- 「やったら終わり」
  - メスのサメが一回交尾をすると、オスのサメの精子を排出できなくなってしまうという話題の際に出た発言。
- 「ちっちゃいパンツよりも、デカパンのほうがいい」
  - 「メルサラジオショッピング」の中で、30枚 4,800円の下着を紹介した際に出た発言。
- 「"元"女子アナ」「"助手"アナ」
  - 女子アナらしからぬ痛快ともいえる発言・切り返しを小高が数多く行うことから、つボイやリスナーからこのように揶揄されることがある。その場合には、「"現役"女子アナ」、「アナウンサーなら、ここにいるやん!」などと半ばキレ気味に切り返すのが定番となっている。最近ではこの類の変化形として、「ショッピングのつボ」で紹介される商品との兼ね合いから、「小高"切れ子"アナ」（切子辛子明太子が紹介された際に登場したフレーズ）などといった揶揄をされる場合も多い。
- 結婚式における「十二単」ネタ
  - 自身の結婚式の際に「十二単」を着用し、その姿で撮影された写真も存在するが、結婚から20年を経た現在もなお、この写真の存在は「封印」された状態にある。そのため、怖い物見たさで「1度でいいから見せてくれないか？」など、リスナーからのツッコミネタとしてよく用いられている。その際、小高は他人事であるかのような雰囲気で「ナニが怖いのー？」などと、逆ツッコミを入れている。
- 容姿（特に体重に関する）ネタ
  - 出産後、妊娠前の体重に戻すのに相当苦労したというエピソードに触れたことが契機となって、頻繁に繰り出される。大相撲本場所開催中にはよく、「今場所もお疲れ様でした!」（本場所終了後の放送時）といった内容の投稿や、「小高親方」「力士アナ」との揶揄がなされることもある。夏季休暇についても「巡業に出た」「（力士の）スカウトに行った」などと言われている。
  - 三十路を過ぎた頃からは、初期の「志村けんのバカ殿様」における由紀さおりのように、年齢の鯖読みをして、若手の後輩女子アナと張り合おうとする定番ネタも誕生した。ここ数年は、鯖を読む際の年齢は「22歳」もしくは「23歳」が多い[注釈 35]。ちなみに彼女は1969年生まれであるが、この点を突っ込まれても否定はしない。
- 「私と藤原紀香は同類!」
  - 関西出身、「ミスコン」の優勝経験、キャンペーンガールを務めた経験など（ただし、その経験の性質が大きく異なるが）、共通する部分が多いため。
- 「お聴きの放送は、CBCラジオではありません」
  - つボイの話す下ネタの度合いが酷くなってきた時は、このように言い、お茶を濁すことがある。
  - なお、公開放送で「お聴きの放送は、CBCラジオではありません」と会場の観客が声を揃えて叫ぶ様子が録音され、この音声は現在ジングルとして使用されている。
- 「平成の大修理」
  - 手術、治療のこと。小高が休養した2016年（平成28年）1月6日から3月28日までとほぼ同じ時期、1月13日から3月10日まで「鎌倉大仏」（高徳院 銅造阿弥陀如来坐像）の修理工事が行われた[18]ため、このように呼ばれた。小高は2015年に心臓の不整脈でカテーテル手術を受けた際、全身の精密検査で複数の異常が見つかる。そのうちの緑内障の手術で入院するため、番組を休養した。その期間中、つボイは番組のオープニングで「小高は手術・治療のため休養中」のところを「小高は平成の大修理中」と紹介した。
  - 小高自身は、手術や治療を「メンテナンス」と言い換えている。

### その他
- 「全姉連」「日弟協」
  - それぞれ「ぜんしれん」「にっていきょう」と読む。
  - 小高に、2歳年下の弟がいるという話題から端を発し、一時、リスナーを巻き込む一大テーマとして頻繁に取り上げられていた。「全姉連」の代表は小高、「日弟協」の代表はつボイということになっているが、つボイは実際には長男であるため「弟」ではない（しかし、気質が「兄」ではなく「弟」っぽいという半ば強引な理由で「日弟協」の代表に祭り上げられた）。

## 公式マスコットキャラクター
- 栗渡りすのすけ（くりわたり りすのすけ）
  - 頭が栗、胴体が栗鼠のゆるキャラで、「聞けば」のスタッフの落書きにより誕生[19]。苗字は「栗渡」の他に「栗頭」「栗島」などが候補に挙がっていた[20]。
  - 2013年6月9日、東別院ホール（名古屋市中区）で開催された「つボイノリオの聞けば聞くほど20周年 6ッ9フェス2013」にて初披露[21]。
  - 同年12月、番組公式ツイッターを開設。「りすのすけ」がツイートを行っている。ツイッター上での検索ハッシュタグは「#聞けば聞くほど」「#kikeba」「#つボイノリオ」「#小高直子」等がある。

## ノベルティ
- ステッカー
  - 「金太まけるな」（つボイの代表曲「金太の大冒険」の歌詞の一部）と書いてあり、赤・白の二種類がある。書は、矢野きよ実の筆に依る物。
- エコバッグ
  - 布製のエコバッグで、小高を模したフクロウがつボイを蹴飛ばしているイラストがプリントしてあった。
- トイレットペーパー
  - 「拭くの紙」と称されている（「福の神」のもじり）。つボイ・小高の似顔絵と共に「水に流して下され～」と吹き出しに書かれている。長らく同番組のノベルティとして親しまれたが、上記のエコバッグの登場により廃止された。
- いちもつ模様ハンカチ、バンダナ、Tシャツ
  - 1996年頃、ノベルティとしてハンカチを製作。
  - 2016年、デザインに改良が加えられ、バンダナとTシャツ（後述）が製作された[22]。
- Tシャツ
  - 金太負けるなTシャツ - 2004年、リスナーと参加した大宮浅間神社（愛知県犬山市）の「石上げ祭り」のユニフォームとして製作[23]。
  - インカ帝国の成立Tシャツ - 2007年製作。シングル「インカ帝国の成立」のジャケットがデザインされている[24]。
  - スターライトTシャツ - 2010年製作。デザインには深い意味が込められているらしい[24]。
  - りすのすけTシャツ - 2013年、2014年製作。「聞けば」の放送20周年、公式キャラクター「りすのすけ」の誕生、「金太まけるな体操DVD」（後述）の販売記念により製作。
  - いちもつ模様Tシャツ - 2016年製作。「いちもつ模様ハンカチ」のデザインに改良が加えられた[25]。

製作はフェリーチェ山手が手掛けた。

## タイアップ商品
番組ではサークルKサンクスとの共同開発で、これまで数々の弁当をはじめとする食料品を発売している。
- 天下分け目の味合戦弁当
  - 2000年9月19日 - 10月2日発売。開戦から400年を迎えた「関ヶ原の戦い」にちなんで製作された。
- 金太! まごころ弁当
  - 2002年11月19日 - 12月2日発売。
  - 「金太の大冒険」にちなんだ弁当。つボイの「芸能生活“だいたい”30周年」を記念して製作された。中身には、歌詞にちなんだおかずやマスカット、つボイのヒット曲「名古屋はええよ!やっとかめ」にちなんだ名古屋名物、「CBC」を頭文字にしたメニューなどとなっている[27]。
- 伊藤秀志の日本全国お訛り弁当 け
  - 2003年7月29日 - 8月11日発売。伊藤の故郷である秋田県をはじめ、11道府県の名物料理が網羅されている。
- わくわくV弁当
  - 2005年6月21日 - 7月4日発売。聴取率調査週間におけるCBCラジオのV7（7連覇）を祈念し、「V」をキーワードにしたメニューとして企画された[28]。
- 聞けば聞くほど あんぱん
  - 2005年6月21日 - 7月4日発売。7種類の穀物が入ったあんこを使用[28]。
- 聞けば聞くほど カレーパン
  - 2005年6月21日 - 7月4日発売。7種類の野菜と福神漬けを使用[28]。

## 書籍
- つボイノリオの聞けば聞くほど本（学習研究社）
  - 2004年、番組10周年と、つボイの芸能生活“ほぼ”30周年を記念して発売。
- つボイノリオの聞けば聞くほど・15周年記念CDブック（扶桑社）
  - 2008年11月、番組15周年を記念して発売。フジサンケイグループに属する扶桑社から、TBS系列のCBCラジオで放送されている同番組の記念書籍が発売に至った経緯は同社に、つボイが担当して来た番組の熱心なリスナーが多く、社員として在籍していたことがきっかけであったとされる。音源の一部は放送用マスター音源ではなく、エアチェックの録音である。
- つボイ正伝 - 「金太の大冒険」の大冒険（扶桑社）
  - 上記CDブックに続き、2008年12月に扶桑社から発売された、つボイの自叙伝。番組開始のいきさつについて、当時のCBCラジオ編成デスクが取材に答えている。

## DVD
- 金太まけるな体操DVD（TCエンタテインメント）
  - 2013年09月27日、番組20周年を記念して発売。「金太の大冒険」をBGMに、最新理論にのっとった体操を実演する内容となっている。
    - 「金太の大冒険」は発売後20日で放送禁止となったが、現在は放送禁止指定楽曲（要注意歌謡曲指定制度）が消滅しているため可能となった[29]。

  - 体操監修 - 湯浅景元（中京大学スポーツ科学部教授、医学博士）[30]
  - 振付 - 西川千雅（日本舞踊家、西川流四世家元）[30]
  - 出演 - つボイノリオ、小高直子、市川智也（模範演技。元・名古屋おもてなし武将隊「市蔵」）[30]、あいち戦国姫隊[31]、他